# Calle de Cantabria (Barcelona)
La calle de Cantabria es una calle del barrio de La Verneda de Barcelona. Recibe su nombre por Cantabria, comunidad autónoma del norte de España. Su nombre actual fue aprobado el 25 de abril de 1945 y forma parte del conjunto de calles de esos barrios dedicadas a otras ciudades y regiones españolas. Anteriormente se había llamado Calle del General Manso, en honor a José Manso Solá, militar catalán que luchó en la Guerra de Independencia Española y fue capitán general del ejército durante los reinados de Fernando VII e Isabel II. Hace de límite entre los barrios de La Verneda y la Paz y San Martín de Provensals.